# Enthetica picryntis
Enthetica picryntis är en fjärilsart som beskrevs av Edward Meyrick 1916. Enthetica picryntis ingår i släktet Enthetica och familjen Lecithoceridae. Inga underarter finns listade i Catalogue of Life.